# El heroico Bonifacio
El heroico Bonifacio  es una película en blanco y negro de Argentina dirigida por Enrique Cahen Salaberry sobre el guion de Ariel Cortazzo según el argumento de Gerard Carlier que se estrenó el 22 de febrero de 1951 y que tuvo como protagonistas a Pepe Iglesias, Nélida Romero y Andrés Mejuto.

## Sinopsis
Una banda de criminales utiliza a un fanfarrón empleado de tienda haciéndolo pasar por héroe.

## Reparto
- Pepe Iglesias ... Bonifacio Quesapa
- Andrés Mejuto ... "Cachirulo", jefe de los pistoleros
- Carlos Rosingana
- Roberto Blanco ... Pistolero 1
- Luis García Bosch ... Pistolero 2
- El Hombre Montaña ... "El descuartizador" ("El Filipino")
- Max Citelli ... Fortunato Fernández
- Rafael Diserio ... Agente de policía
- Nélida Romero ... Irene
- Carlos Bellucci ... Comisario
- Carlos Fioriti ... Referí
- Eduardo Delabar ... Maitre

## Comentario
La Nación en su nota crítica dijo sobre el filme:

”Bien conducida por Cahen Salaberry, pero con recursos decididamente cinematográficos…destaca un hecho inusitado en las comedias cómicas argentinas: su falta de chistes de mal gusto o situaciones groseras…Buena la fotografía, lo mismo que la interpretación.”